# Ñemby
Ñemby – miasto w Paragwaju (departament Central). Według danych szacunkowych na rok 2009 liczy 146 409 mieszkańców.
Od 1982 r. rzymskokatolicką parafia św. Wawrzyńca Męczennika w Ñemby, należącą do diecezji w San Lorenzo, prowadzą księżą michalici z Polski. Do parafii przynależy około dwieście tysięcy osób z miasta i okolic. Znajduje się na jej terenie 38 kościołów i kaplic.